# Emilio Iarrusso

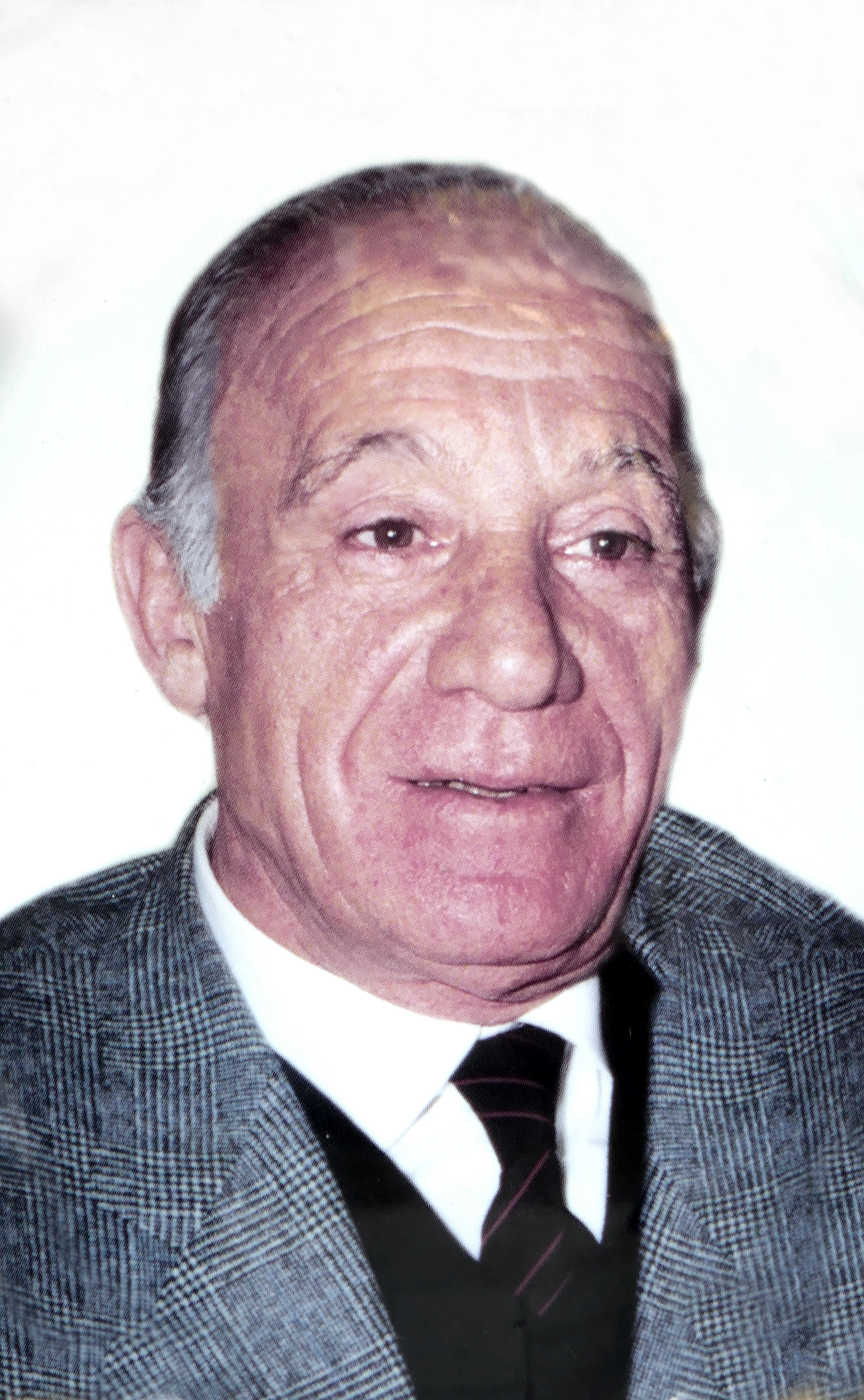
Emilio Iarrusso

Emilio Iarrusso (Benevento, 16 luglio 1925 – Benevento, 30 luglio 2002) è stato un politico, paroliere, giornalista e scrittore italiano.

## Biografia
Laureato in pedagogia, ha diretto il mensile «Mezzogiorno Italia»; socialista e corrispondente dell'Avanti, dirigente del PSI fino al 1964, anno in cui partecipò alla scissione del PSI e alla formazione del PSIUP.
Tra il 1959 ed il 1960, a causa di suoi atteggiamenti antifascisti, vennero censurate diverse missive provenienti dalla federazione PSI di Benevento, in particolare quelle con firma "Jarrusso".
Le operazioni censorie terminarono dopo un'interrogazione al ministro dell'interno presentata da Pinna, Comandini, Ferri, Berlinguer, Concas, Preziosi.
Nel 1972, con la fine dell'esperienza nel PSIUP, confluisce nel PCI dove assume incarichi direttivi. È stato consigliere comunale di Benevento nel 1960 (PSI), 1964 (PSIUP), 1975 e 1980 (PCI). Candidato alla Camera dei Deputati circoscrizione Benevento, Avellino e Salerno, del PSI nel 1963 e del PSIUP nel 1968 e al Senato della Repubblica collegio Benevento-Ariano Irpino nelle file del PCI nel 1983 (voti 17.496-17,07%).
Candidato del PSIUP al consiglio regionale della Campania nel 1970.
Nel 1989 si dimette dal Partito Comunista Italiano.
Giornalista pubblicista è redattore di alcuni quotidiani e periodici meridionali. Ideatore e conduttore delle popolari trasmissioni televisive "A bruciapelo" e "A carte scoperte" e radiofonica "Radio Talpa".
Ha scritto oltre 200 testi di canzoni napoletane ed altrettante in italiano, iniziando l'attività di paroliere negli anni '60: tra i suoi maggiori successi Ombre blu per The Rokes, Neve calda per Il Balletto di Bronzo (incisa anche in spagnolo per il mercato latinoamericano) e Noi due e l'amore per Juli & Julie, che rimane in classifica per un mese tra i primi dieci posti dei 45 giri, oltre a molti testi per Mino Reitano.
Ha lavorato per alcuni anni come paroliere per l'etichetta Yep.
Nel 1980 ha collaborato con l'attrice Ivana Monti, scrivendo alcuni testi per il suo album Profumo di rosa.
Nel 1980, insieme all'intellettuale Ugo Gregoretti (primo direttore artistico), inventa e promuove, la rassegna di teatro Benevento Città Spettacolo.
L'anno successivo ha scritto il testo per l'unica canzone incisa dal calciatore Juary.
Negli ultimi anni si è anche dedicato all'attività di scrittore di libri gialli.

## Le principali canzoni scritte da Emilio Iarrusso
| Anno | Titolo                 | Autori del testo                       | Autori della musica                  | Interpreti            |
| ---- | ---------------------- | -------------------------------------- | ------------------------------------ | --------------------- |
| 1967 | Cammini                | Emilio Iarrusso                        | Giacomo Simonelli                    | Tina Polito           |
| 1968 | È il giorno dell'amore | Emilio Iarrusso                        | Giacomo Simonelli                    | Tina Polito           |
| 1968 | Tu sei ogni cosa       | Emilio Iarrusso                        | Giacomo Simonelli                    | Tina Polito           |
| 1969 | Ma non c'eri tu        | Emilio Iarrusso                        | Giacomo Simonelli                    | Bertas                |
| 1969 | Ombre blu              | Emilio Iarrusso                        | Giacomo Simonelli                    | The Rokes             |
| 1969 | Neve calda             | Emilio Iarrusso                        | Giacomo Simonelli                    | Il Balletto di Bronzo |
| 1969 | Cominciò per Gioco     | Emilio Iarrusso                        | Giacomo Simonelli                    | Il Balletto di Bronzo |
| 1969 | Ti risveglierai con me | Giacomo Simonelli ed Emilio Iarrusso   | Piero Umiliani                       | Il Balletto di Bronzo |
| 1974 | Primavera              | Emilio Iarrusso                        | Giacomo Simonelli                    | Mario Musella         |
| 1976 | Accarezzame accussì    | Emilio Iarrusso                        | Giacomo Simonelli                    | Romolo Fiore          |
| 1976 | I' voglio bene a te    | Emilio Iarrusso                        | Giacomo Simonelli                    | Romolo Fiore          |
| 1977 | Noi due e l'amore      | Emilio Iarrusso e Antonello De Sanctis | Giulio Todrani e Eliop               | Juli & Julie          |
| 1980 | Fiori a Milano         | Emilio Iarrusso                        | Giacomo Simonelli                    | Ivana Monti           |
| 1980 | Chi nasce quadro       | Emilio Iarrusso                        | Giacomo Simonelli                    | Ivana Monti           |
| 1980 | Gabbia                 | Emilio Iarrusso                        | Giacomo Simonelli                    | Ivana Monti           |
| 1980 | Noi due insieme        | Emilio Iarrusso                        | Giacomo Simonelli                    | Ivana Monti           |
| 1981 | Sarà così              | Emilio Iarrusso                        | Giacomo Simonelli e Pasquale Minieri | Juary                 |
| 1981 | Ciao Ciao Ciao         | Emilio Iarrusso                        | Giacomo Simonelli                    | Mino Reitano          |
| 1981 | Nu soldo 'e poesia     | Emilio Iarrusso                        | Giacomo Simonelli                    | Mino Reitano          |
| 1981 | Napule mia             | Emilio Iarrusso                        | Giacomo Simonelli e Mino Reitano     | Mino Reitano          |
| 1981 | Canzone d'ammore       | Emilio Iarrusso e Gino Martinisi       | Giacomo Simonelli e Franco Reitano   | Mino Reitano          |
| 1981 | Jammucenne             | Emilio Iarrusso                        | Giacomo Simonelli                    | Mino Reitano          |
| 1984 | Santi indiavolati      | Emilio Iarrusso                        | Giacomo Simonelli                    | Giacomo Simonelli     |
| 1984 | Magia                  | Emilio Iarrusso                        | Giacomo Simonelli                    | Giacomo Simonelli     |

## Altre canzoni napoletane
- Vesuvio
- Napulità
- Maggia Accatà nu Suonno - Autori: Iarrusso, Simonelli - Interprete: Mino Reitano
- Sempe accussi

## Altre canzoni
- Vivere a Venezia
- Napoli canzone stanca
- Inferno e Paradiso
- Cala il sipario
- Volare in due
- Apriti Sesamo

## I Saggi
- La Svolta - Giallo elettorale a Benevento (1994 Kat Edizioni). Prefazione di Giuseppe Cacciatore.
- Quale sindaco per la seconda Repubblica.
- Il Sannio oltre Scipionyx (Iarrusso Emilio - Meccariello Luigi). Presente anche nell'audioteca Libro Parlato.

## Libri pubblicati
- 2001 Assassinio nella grotta Azzurra, Edizioni Scientifiche Italiane
- 2000 I gemelli, Edizioni Scientifiche Italiane
- 2000 Doppia vendetta, Edizioni Scientifiche Italiane
- 2000 Il Killer Misterioso, Edizioni Scientifiche Italiane